# Ronnie James Dio

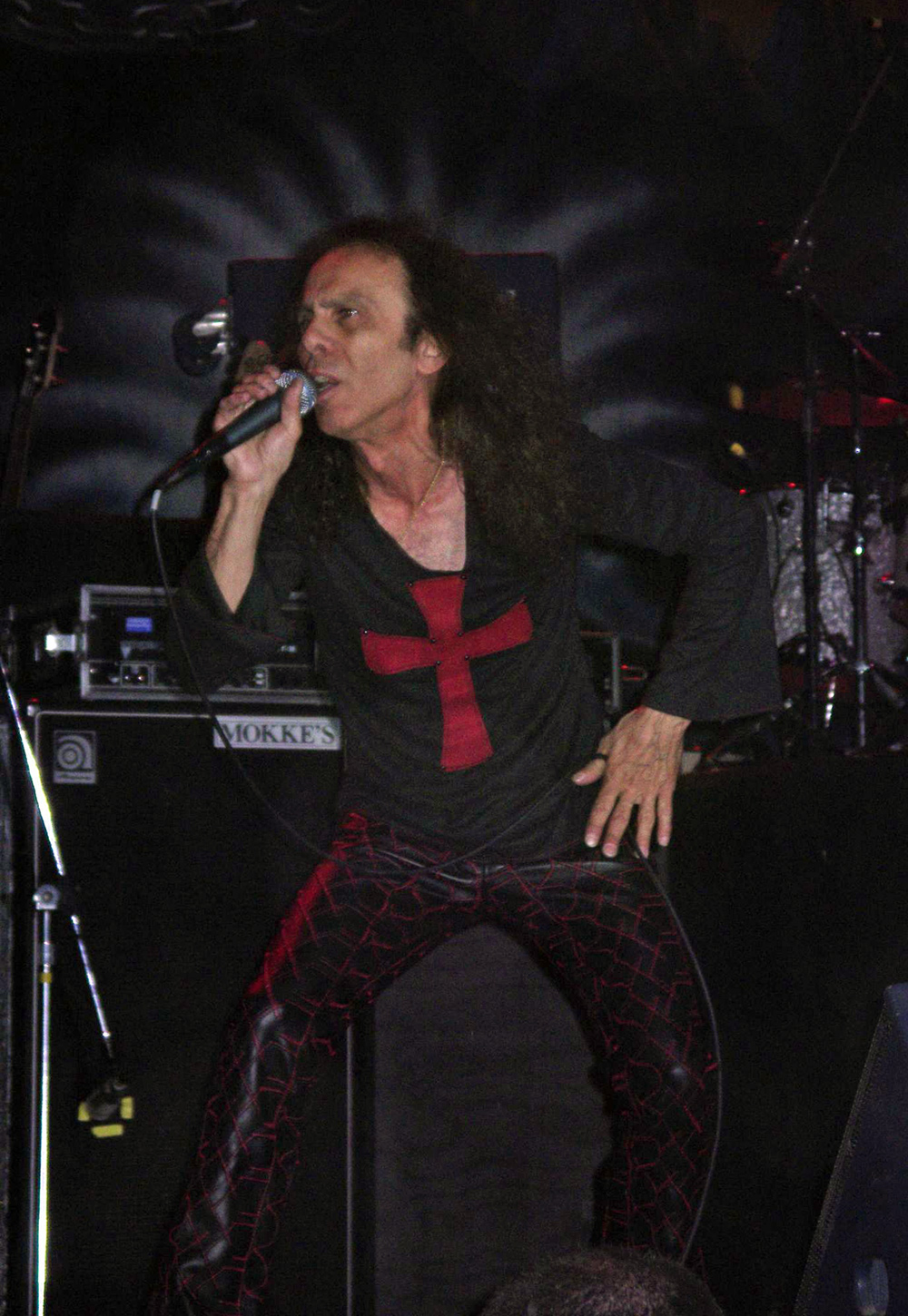
Ronnie James Dio az Iron Festen (2005)

Ronnie James Dio (eredeti nevén Ronald James Padavona) (Portsmouth, 1942. július 10. – Houston, 2010. május 16.) olasz származású amerikai heavy metal énekes és szövegíró. Első sikereit az Elf nevű zenekarával érte el, majd pályafutását a Rainbow-ban folytatta. 1979-ben csatlakozott a Black Sabbathhoz. 1982-ben megalapította saját zenekarát, a Diót. Kilenc évvel később rövid időre visszatért a Black Sabbathba. Ezután haláláig tevékenykedett saját együttesében. 2006-tól 2010-ig a Heaven and Hell tagja volt.
Több mint ötvenéves pályafutása (1957–2010) alatt 24 nagylemezt adott ki zenekaraival, emellett számtalan előadó albumán vendégszerepelt. Több sláger megírásában működött közre (Heaven and Hell, Children of the Sea, Holy Diver, Rainbow in the Dark). Zenészi tevékenysége mellett tagja volt a Children of the Night jótékonysági szervezetnek, és 1985-ben létrehozta a Hear ’n Aid megmozdulást.
A heavy metal egyik legkarakteresebb előadója volt. Erőteljes, operai hangjával hamar kitűnt a többi énekes közül. Énekelni sohasem tanult, egyéni stílusát ő maga alakította ki. Fantasy témájú dalszövegei a középkort idézik vissza, a jó és a rossz örök harcát örökítik meg, tele vannak metaforákkal és ellentmondásokkal.

## Gyermekkora
Ronald James Padavona néven született a New Hampshire-i Portsmouthban, szülei egyetlen gyermekeként. Családjáról ritkán beszélt, így gyökereiről keveset tudni. Amint a Metal: A Headbanger’s Journey című filmben elmondta, mind apai, mind anyai ágon olasz bevándorlók leszármazottja volt. 1919 körül született édesapját Patrick (Pat) Padavanonak hívták. A család nem sokkal Ronnie születése után Cortlandbe (New York állam) költözött; Ronnie ott kezdte el iskoláit. Szüleitől a kemény munka és a tanulás fontosságát tanulta meg. Gyermekkora biztonságban, megrázkódtatások nélkül telt.
Gyerekként szívesen olvasott könyveket – elsősorban sci-fit és fantasyt. Kedvenc olvasmányai Walter Scott művei és az Artúr-mondakör darabjai voltak. A sport is érdekelte: édesapja softball-játékos volt, és a család minden mérkőzésére kiment. Dio először sportolóként akart sikeres lenni. Erről így nyilatkozott: „Mindig kosárlabdázó szerettem volna lenni.” Ötévesen a baseball felé húzta a szíve, így édesapjától kért egy ütőt. Ő azonban fontosabbnak tartotta a zenei nevelést, így Ronnie-nak választania kellett egy hangszert. Amikor a rádióban meghallotta a Harry James Bandet, a trombita mellett döntött.
Öttől tizenhét éves koráig napi négy órát gyakorolt. Tinédzserként tévedésnek vélte a trombita választását, ám a gyakorlással nem hagyott fel. Nemcsak trombitán játszani tanult meg, hanem – autodidakta módon – basszusgitáron, gitáron, billentyűs hangszereken, szaxofonon és kürtön is. Megkapta a híres Julliard School of Music ösztöndíját, hogy trombitaművész lehessen. A lehetőséggel azonban nem élt, mert jobban érdekelte a rock.
Énekelni azokban az amatőr zenekarokban kezdett, amelyekhez középiskolásként csatlakozott. 1960-ban érettségizett a Cortland City Schoolban. Ezután a Buffalói Egyetem gyógyszerész szakát kezdte látogatni, de nem diplomázott le. Énekelni sosem tanult, számára elegendő volt a tehetség és a trombitaleckékkel megszerzett légzéstechnika.

## Zenei pályafutás

### A Vegas Kingstől a Ronnie and the Red Capsig
Dio zenei karrierje 1957-ben kezdődött, amikor néhány cortlandi iskolatársával (Nick Pantas gitárossal és Tommy Rogers dobossal) megalapította a The Vegas Kings nevű zenekart. Ebben az együttesben még basszusgitározott és trombitázott. Hozzájuk csatlakozott Jack Musci szaxofonos. Hamar nevet változtattak, Ronnie & the Rumblers lettek. Nevük egyik dalukból, a Dwane Eddy’s Rumble-ból eredt. A zenekar bálokban lépett fel, vasárnaponként pedig két-háromórás koncerteket adtak a helyieknek. Egy nagyobb koncert szervezőjének kedvéért változtatták meg nevüket Ronnie and the Red Capsre. Sikeresek voltak a bálokon, rendezvényeken és partikon. 1958-ban lépett be a zenekarba Billy De Wolf énekes. Menedzserük ez időben Nick Pantas testvére, Jimmy Pantas volt, aki összebarátkozott egy stúdiótulajdonossal. Neki köszönhetően, még Billy De Wolf rövid tagsága alatt adták ki egyetlen kislemezüket. Ebből nem készült sok példány (kevesebb, mint 500). Két dal szerepelt rajta: az instrumentális Conquest és a Billy De Wolf énekelte Lover. A dalokban Ronnie trombitázott.
A kislemez megjelenése után De Wolf elhagyta a zenekart, így Ronnie James Dio lett az énekes–basszusgitáros. Az első egyetemi évük alatt is többször felléptek, ám 1960 őszén Jack Musci – apja nyomására – kilépett az együttesből. Nem sokkal később Dick Bottoff gitárossal bővült a zenekar. Ebben a felállásban (Ronnie Dio and the Rad Caps néven) 1961-ben jelentettek meg kislemezt An Angel is Missing címmel. A lemez B-oldalán a What'd I Say című szám kapott helyet. A címadó dal később a The History of Syracuse Music Volume I: The Groups – 1958–1970 című válogatásalbumra is felkerült.

### Ronnie Dio and the Prophets
A következő névcserére 1961-ben került sor. Ronnie Dio and the Prophets név alatt a felállás 1967 őszéig tartott ki, ekkor Ronnie James Dio és Nick Pantas a The Electric Elves zenekarban folytatták karrierjüket. A hat év alatt mindössze két tagcserére került sor: 1965 júniusában Gary Driscoll váltotta Tommy Rogerst, 1966 őszén pedig David Feinstein lépett Dick Bottoff helyére. Ronnie a Dio nevet Johnny Dio maffiózó után vette fel, és 1960/61-től használta (az An Angel is Missing kislemez megjelenésétől).
A Ronnie Dio and the Prophets tíz kislemezt és egy nagylemezt is kiadott 1963-ban Dio at Domino's címmel. A felvételek a Domino's Restaurantban készültek 1963. február 24-én (innen a cím is).

### The Electric Elves/The Elves
Ronnie James Dio saját dalokat akart írni, így 1967-ben Nick Pantasszal megalakította a The Electric Elvest. E név alatt 1969 közepéig futottak, majd The Elves lettek. Még 1967 decemberében adták ki a The Electric Elves egyetlen kislemezét, a Hey, Look Me Overt (B oldalán az It Pays to Advertise volt). A zenekar énekese és dalszerzője Dio volt.
Második kislemezüket már The Elves néven adták ki (a felállás nem változott). Ez 1969 novemberében jelent meg. Az A oldalon a Walking in Different Circles (a Dio and the Prophets dalának új változata), a B oldalon pedig She's Not the Same kapott helyet. 1970. február 27-én jelentették meg utolsó kislemezüket Amber Velvet címmel (B oldal: West Virginia).

### Elf
A The Elves 1970. február 12-én súlyos autóbalesetet szenvedett. A sofőr és Nick Pantas életét vesztette, Ronnie James Dio pedig arccal nekicsapódott a szélvédőnek, fejbőrének egy része leszakadt, és eltörte egyik kezét és lábát. A felépülés után újra próbáltak, és az Elf nevet kezdték használni.
Ez a zenekar hozta meg Dio első igazi sikereit, ugyanis a Deep Purple két tagja, Roger Glover és Ian Paice felfigyelt rájuk. Az ő segítségüknek köszönhetően kiadhatták első lemezüket. Az 1972-ben megjelent Elfen Dio Ronnie James Padavona néven szerepel. Ezt szülei iránt érzett tiszteletéből tette, akik így legalább egy albumon láthatták a családnevüket. A lemez megjelenése után a Deep Purple-lel turnéztak előzenekarként, melynek során sokan felfigyeltek rájuk.
A második lemez (Carolina County Ball) után ismét a Deep Purple turnéján voltak felvezető zenekar. Dio eközben részt vett Roger Glover szólóprojektjében, a Butterfly Ball and the Grasshopper's Feastben. Az albumon három dalt énekelt, két másikat pedig ő is írt. A Gloverrel kötött barátságának köszönhetően megismerkedett Ritchie Blackmore-ral, aki az Elffel közösen felvette a Black Sheep of the Family című dalt, a Quatermass szerzeményének feldolgozását. A felvételek után Blackmore ismét felkereste, és megkérdezte, hogy nem lenne-e kedve még egy közös dalhoz. Dio még azon az éjjelen megírta a dalt, másnap pedig felvették a Sixteenth Century Greensleevest. A két dalnak egy kislemezen kellett volna megjelennie, de ezt sosem adták ki. A Black Sheep of the Family egy másik verziója végül felkerült a Rainbow első albumára.
Blackmore-ban végül felvetődött egy közös együttes létrehozása (Rainbow), de mivel az Elf már a következő lemezén dolgozott, ez váratott magára. A Trying to Burn the Sun volt az első album, melyen Dio a művésznevét használta (feltehetően Blackmore hatására). Még a lemez megjelenése előtt létrejött a Rainbow.

### Rainbow

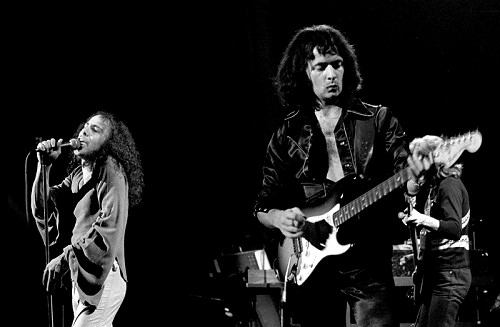
A Rainbow egy 1977-es fellépésen

Miután otthagyta a Deep Purple-t, Ritchie Blackmore az Elf néhány tagjával (Dio, Driscoll, Gruber, Soule) létrehozta a Rainbow-t. „Connecticut államban jött oda hozzám először. Helyesebben szólva megállt mögöttem, nekem meg valami fura érzésem támadt, és ahogyan hátrafordultam, megláttam őt, fekete cuccban, nyakában egy fehér gitárral, a lábán pedig fehér csizma volt. Csak annyit mondott, hogy jó énekes vagyok.” Dio aztán a Rainbow együttesben világsztárrá vált. Nemcsak óriási hangterjedelmével, de színpadi kiállásával is bekerült az elit rockénekesek közé, fantasy dalszövegei pedig igazi színfoltot jelentettek.
Első lemezük, a Ritchie Blackmore’s Rainbow 1975-ben jelent meg, és meghozta a zenekar számára a sikert. Az albumon szereplő dalok már előrevetítették Dio későbbi dalainak témáját és jellemzőit. A számok meglehetősen színes műfajúak: a hard rock Sixteenth Century Greensleeves, a doom rock Self Portrait, de néhány heavy metal elem is megjelenik a lemezen. A nyitószám, a Man on the Silver Mountain lett az együttes első nagy slágere. A szövegek nagy része fantasy témájú (pl. The Temple of the King). Dio maga ezt tartotta kedvenc Rainbow-albumának. A lemez a brit albumlistán 11., Amerikában 30. lett.
Az első lemez megjelenése után Ritchie Blackmore Dio kivételével minden tagot kirúgott a zenei stílusok különbözőségére hivatkozva. (Egyes vélemények szerint saját zenekart, nem pedig egy vele kiegészült Elfet akart.) A zenekar új tagokkal látott neki második lemezének. A Rising 1976. május 17-én jelent meg. Amerikában a 48., a brit albumlistán pedig a 6. helyet foglalta el. A Kerrang! magazin minden idők legjobb albumának választotta. Dio ezen a lemezen dolgozott először együtt Jimmy Bainnel, aki később a Dio zenekar basszusgitárosa lett. Az albumon szereplő dalok fantasy-témájúak, mindegyik egy-egy kis történetet mond el. Az album leghíresebb dala a Stargazer. A lemezbemutatóturné után adták ki az On Stage című élő albumot.
Alighogy elkezdtek dolgozni harmadik stúdióalbumukon, a Long Live Rock ’n’ Rollon, Blackmore kirúgta Careyt és Baint, így a lemezfelvételek elhúzódtak. Az 1978-ban megjelent lemez volt az utolsó Rainbow-album, amelyen Dio énekelt. Blackmore arra kérte, hogy hagyja ki a szövegekből a boszorkányokat és a középkort, és inkább szerelmes számokat írjon. Dio és Blackmore között kiéleződött az ellentét, ezért Dio kilépett a zenekarból, és a Black Sabbath-ban folytatta pályafutását.

### Black Sabbath

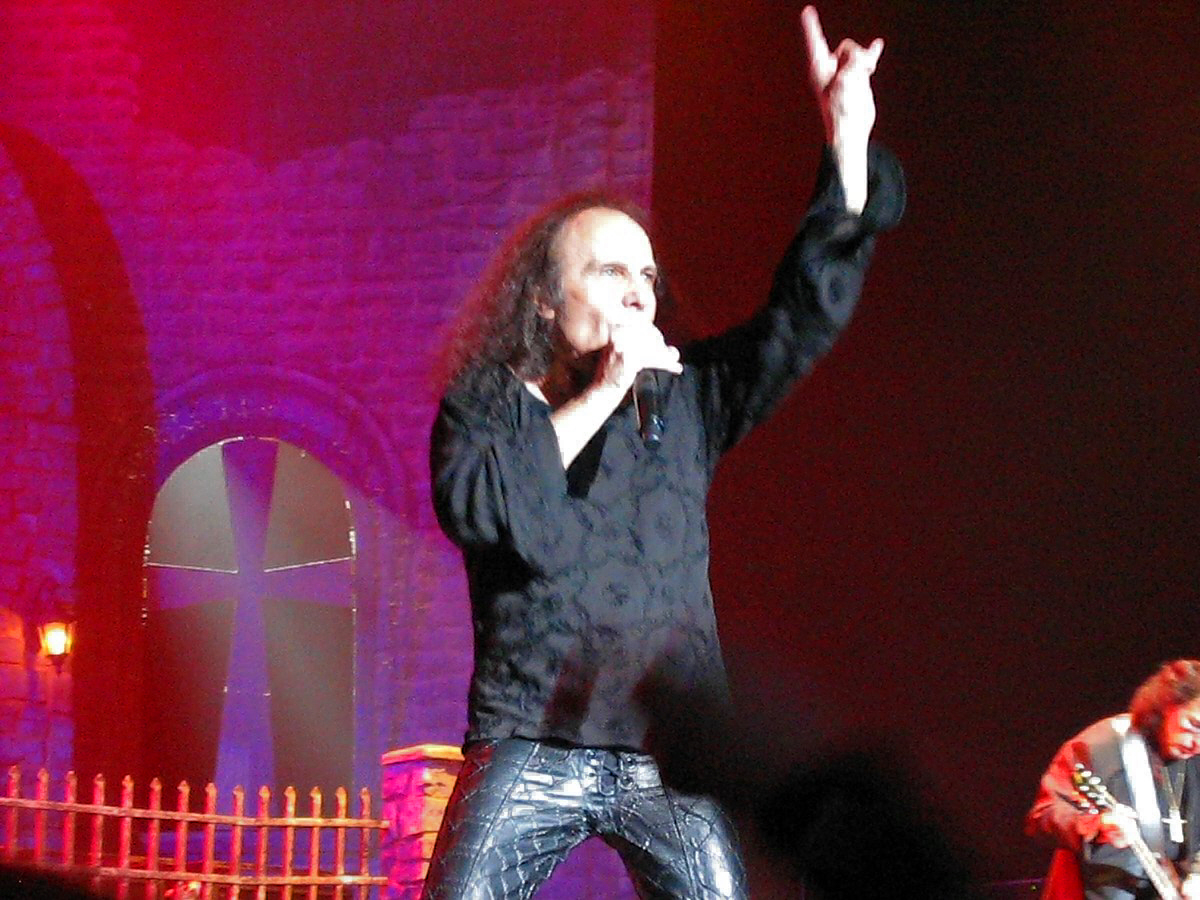
Az ördögvilla, vagy ördögszarv kézmozdulatot Dio népszerűsítette

A folytatásról alkotott vélemények különbözősége miatt Dio kénytelen volt kilépni a Rainbowból. Szólólemez elkészítésében kezdett gondolkodni. A zenekara már formálódott, amikor találkozott Tony Iommival. Többször is beszélgettek Dio esetleges csatlakozásáról, de csak 1979 júniusában lett tagja a Black Sabbath-nak. Együttműködésük eredményeként megszületett a zenekar egyik klasszikus lemeze, a Heaven and Hell. A dalszerzésben Dio aktívan kivette a részét (elsősorban a szövegírásból). A lemez hatalmas sikert aratott, Amerikában platina, Angliában és Kanadában arany minősítést kapott. Az albumot az Allmusic később a zenekar újjászületésének nevezte, Dio maga pedig pályafutása egyik csúcspontjának tartotta.
A lemezt követő nagyszabású turné is hasonlóan sikert aratott. A koncertek során Dio elterjesztette a rajongók között az ördögvillát. Erről Dio így nyilatkozott: „Ozzy mindig békejeleket mutogatott a színpadról, és az első egy-két hónapban, miközben vadul kiabálta a közönség, hogy Ozzy-Ozzy, csakis békejeleket láttam odalentről. Erre akartam valamifajta választ adni.” A zenekar sikereit látva a Warner szerződést kötött velük, majd külön Dióval (ez később segített saját zenekarának elindításakor). A turné során Bill Ward kilépett a zenekarból, helyére (kétnapi kemény gyakorlás után) Vinny Appice került (később alapító Dio-tag). 1981 februárjában stúdióba vonultak, és megkezdték a Mob Rules munkálatait.
A lemez 1981. november 4-én jelent meg, s bár a rajongók imádták, a kritikusok véleménye más volt. A Rolling Stone kritikusa, J. D. Considine csak egy csillagot adott rá, emellett egyenesen tompának és dagályosnak titulálta. Az album ennek ellenére az Egyesült Királyságban top 20-as lett, Amerikában a 29. helyre jutott, és arany minősítést szerzett. Az Allmusic évtizedek távlatából már méltatóan szól róla, és négy csillaggal értékelte.
A turné után elkezdtek dolgozni a Live Evil albumon, melynek keverése során összetűzések támadtak a zenekar tagjai között. A hangmérnök azt állította, hogy Dio éjszakánként változtat a beállításokon, és Vinny Appice-szel egy közös projekten dolgoznak. Iommi hitt neki és kirúgta Diót a zenekarból, aki Appice-t is magával vitte (Iommi később beismerte, hogy tévedett). Dio és Appice 1982 októberében megalapította a Dio zenekart.

### Dio
Bár az együttes neve ezt sugallja, a Dio nem Ronnie James Dio szólóprojektje volt. Szándéka az volt, hogy Vinny Appice dobossal saját zenekart alapítson. A Dio nevet csak azért választották, mert az akkoriban már ismert volt. Az együttes Jimmy Bain basszusgitárossal (ex-Rainbow), majd Vivian Campbell gitárossal egészült ki.
Az első albumuk a Holy Diver volt, amely azonnal meghozta számukra a sikert. A lemez minden idők egyik legtöbb példányszámban eladott heavy metal-lemeze lett. Az inspiráció és ihlet kedvéért Dio néhány napot egy ódon kastélyban töltött. Az album tele van Dio-slágerekkel (Don't Talk to Strangers, Stand up and Shout, Straight through the Heart, Rainbow in the Dark). A címadó dal, a Holy Diver, a Dio legsikeresebb és legismertebb dala lett.
A következő két lemez, a The Last in Line és a Sacred Heart a „metalvilág csúcsára röpítették az énekest”, bár ez utóbbit sokan Dio leggyengébb albumának tartják. Az ezeken az albumokon hallható zenei elemek később a power metal irányzatban jelentek meg, így Diót a power metal atyjának is tartják. A zenekar turnéi látványosak voltak, a színpadot piramisok, harcoló szfinxek, háromfejű kobra díszítették. A Sacred Heart kétszer is elnyerte az „Év show”-ja kitüntetést (1985 és 1986). A dalszövegekben állandó téma volt a jó és a rossz, Isten és az ördög csatája.
A negyedik album, a Dream Evil, 1987-ben jelent meg. Ezen szerepelt először Craig Goldy gitáros, s talán ennek is köszönhető, hogy a lemez nem teljesített túl jól. A színpadkép még látványosabb lett, mint korábban: acélpókok, lovagok és pirotechnika jellemezték a show-t. Néhány fellépésen tűzokádó sárkány is szerepelt. A két európai turné között Dio részt vett a Shanghai-Aid-en. A rendezvény célja a természeti katasztrófák áldozatainak megsegítése volt. Dio mellett fellépett még Yngwie J. Malmsteen, George Duke, James Brown és néhány orosz együttes.
A turnék befejezése után néhány tagcserére került sor a zenekarban. 1990-ben adták ki az együttes következő lemezét, a Lock Up the Wolvest. Az európai turnét a Metallica előzenekaraként kezdték, majd az Egyesült Királyságban tartottak egy önálló koncertkörutat. Az amerikai turné volt az addigi leglátványosabb, ám egy szerencsétlen baleset beárnyékolta: Jens Johanssont, az új billentyűst megsebesítette a szintetizátorára szerelt pirotechnika. Dio jövőjét tekintve azonban az augusztus 28-ai minneapolisi koncert volt a jelentősebb.
Geezer Butler felhívta Wendy Diót, Ronnie feleségét, hogy megkérdezze, elmehetne-e a koncertre. Dio egyetlen feltételt szabott neki: játszania kell egy dalt a zenekarral. A fellépésen közösen eljátszották a Neon Knigthst, majd sörözni kezdtek Dióval. Felmerült bennük egy esetleges Black Sabbath-újraegyesítés, így felhívták Iommit, aki egyetértett velük. 1991 elején jelentették be a Black Sabbath újjáalakulását.

### Újra a Sabbathban
Az újjáalakulás után a zenekar megkezdte a következő lemez munkálatait. Cozy Powell egy lovasbaleset következtében eltörte a lábát, így a dobok mögé Vinny Appice került. A munka csak húzódott, így végül egymillióba került a lemez elkészítése. Ezt főleg az Iommi és Dio közt kialakult kisebb konfliktusok okozták. A dalok nagy részét többször is átírták. Dio így nyilatkozott a munkálatokról: „Valami olyan volt ez, amiért küszködnünk kellett, de azt gondolom, ezért működik ez az egész. Néha szükséged van efféle feszültségre, különben végül egy karácsonyi album mellett kötsz ki.”
A Dehumanizer címet kapott nagylemez végül 1992. június 22-én jelent meg. Bár a kritikusok véleményei megoszlottak, az album a zenekar legnagyobb kereskedelmi sikere lett abban az évtizedben. A közös munka végül még a Dehumanizer turnéja során végetért. Los Angeles-ben Ozzy Osbourne felvezető zenekaraként kellett volna fellépniük, de ebbe Dio nem ment bele: „A turné közepén értesítettek róla, hogy Ozzy előzenekarának kellene lennünk Los Angeles-ben. Azt mondtam: Bocs, nem, ennél nagyobb a büszkeségem. Állomásról állomásra egyre több rossz dolog hangzott el, ez pedig a szétváláshoz vezetett. Miután a zenekar belement abba, hogy Ozzyval játssza a show-kat L.A.-ben, tisztán láttam ezt az egész újraegyesülést. Ez pedig nyilvánvalóan a projekt bukását jelentette.”
Dio egy oaklandi koncert után lépett ki a zenekarból, 1992. november 13-án. Az együttes következő két koncertjén Rob Halford, a Judas Priest frontembere énekelt.
Valójában az együttes már az elején is mindössze egyetlen lemezről szóló újjáalakulásról beszélt, amely után Dio visszatér a Dióba.

### Visszatérés a Dióba

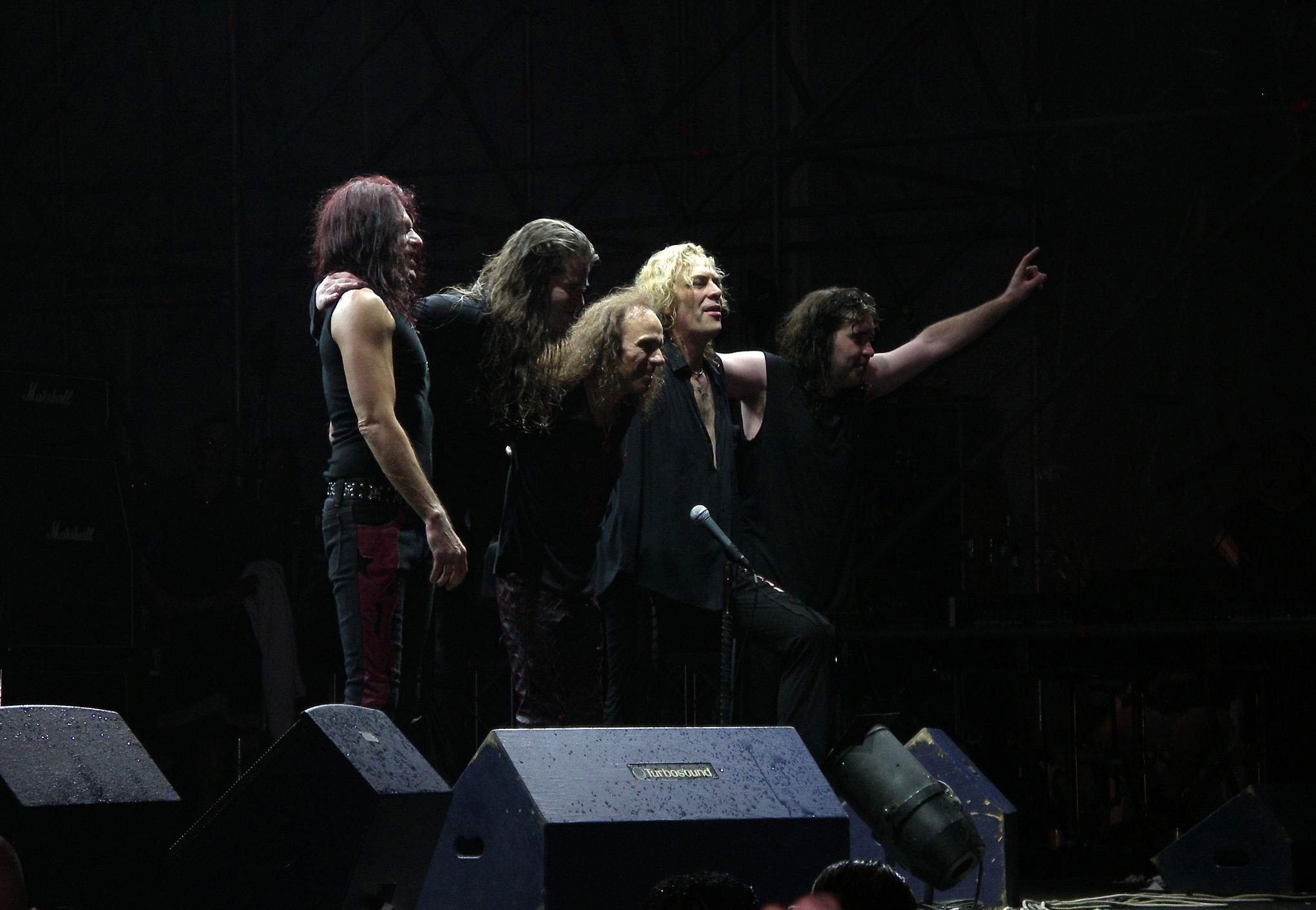
A Dio zenekar 2005-ben

1992-től Dio Vinny Appice-szel közösen kezdett új tagokat keresni az együttesbe. A basszusgitáros Jeff Pilson, a gitáros Tracy G lett. Hamar kiadták a felállás első lemezét, a Strange Highwayst, ami a világ különböző pontjain különböző időpontokban jelent meg. A turnéval is ezt az útvonalat akarták követni (Európa–Dél-Amerika–Japán–Észak-Amerika), ám az 1994-es Los Angeles-i földrengés ezt meghiúsította. Dio háza kisebb károsodást szenvedett. Az albumon Dio „jó formában van, mint mindig”.
1994-ben az újságok egy Dio–Vai–Powell koprodukcióról cikkeztek, de ezt hivatalosan nem erősítették meg (később sem jött létre). 1996 szeptemberében egy közös Dio–Rainbow turnéról szóltak a hírek, melyeket később megerősített Dio kiadója. Ám Ritchie Blackmore inkább stúdióba vonult, így a közös turné végül nem valósult meg.
Tagcserék következtében a következő Dio-lemez kiadása eltolódott. Az Angry Machines csak 1996-ban jelent meg. A lemez szövegei eltértek a korábbi fantasy témáktól, és inkább valós tartalmakkal töltötték meg őket. Az album meglehetősen rossz kritikát kapott, helyenként egyenesen a Dio leggyengébb albumának nevezték, az énekes teljesítményét pedig így írták le: „A világ egyik legfájóbb dolga, amikor látod elbukni a hősöd”.
A zenekar következő nagylemeze 2000-ben jelent meg Magica címmel. Egy trilógia első részének készült, ám a II. és III. rész soha nem készült el Dio halála miatt (bár már dolgozott rajta). Mindössze egy dalt, az Electrát vették fel, s adták ki később. 2002-ben kiadták a Killing the Dragont, ami már jobban teljesített, de így is csak a 199. helyet érte el a Billboard listáján. A címadó dalban Dio a számítógép egyre nagyobb térhódítása iránt érzett aggodalmát fejezi ki. Bár a kritikák lehúzták Dio és a zenekar teljesítményét, a rajongók kitartottak mellette. Azt a Blabbermouth kritikájában is elismerik, hogy a Killing the Dragon „erőteljesebb próbálkozás”. A lemezen szereplő Pushhoz videóklip készült a Tenacious D szereplésével. Ekkor kérte meg Jack Black Diót, hogy szerepeljen filmjében, a Tenacious D, avagy a kerek rockerekben. Dio igent mondott, a filmben önmagát alakította.
A Dio utolsó nagylemeze, a Master of the Moon 2004-ben jelent meg. A lemezen „még mindig azt az erőteljes formát hozza, mint a '70-es évek végén és a '80-as évek elején”. A lemez népszerűsítése érdekében világ körüli turnéra indultak, de ez nem ment zökkenőmentesen (Craig Goldy nem tudott játszani csuklója miatt). Az együttes később is turnézott, habár Dio inkább a Heaven and Hellre koncentrált. A zenekar végét Ronnie James Dio 2010. május 16-ai halála jelentette.

### Heaven and Hell

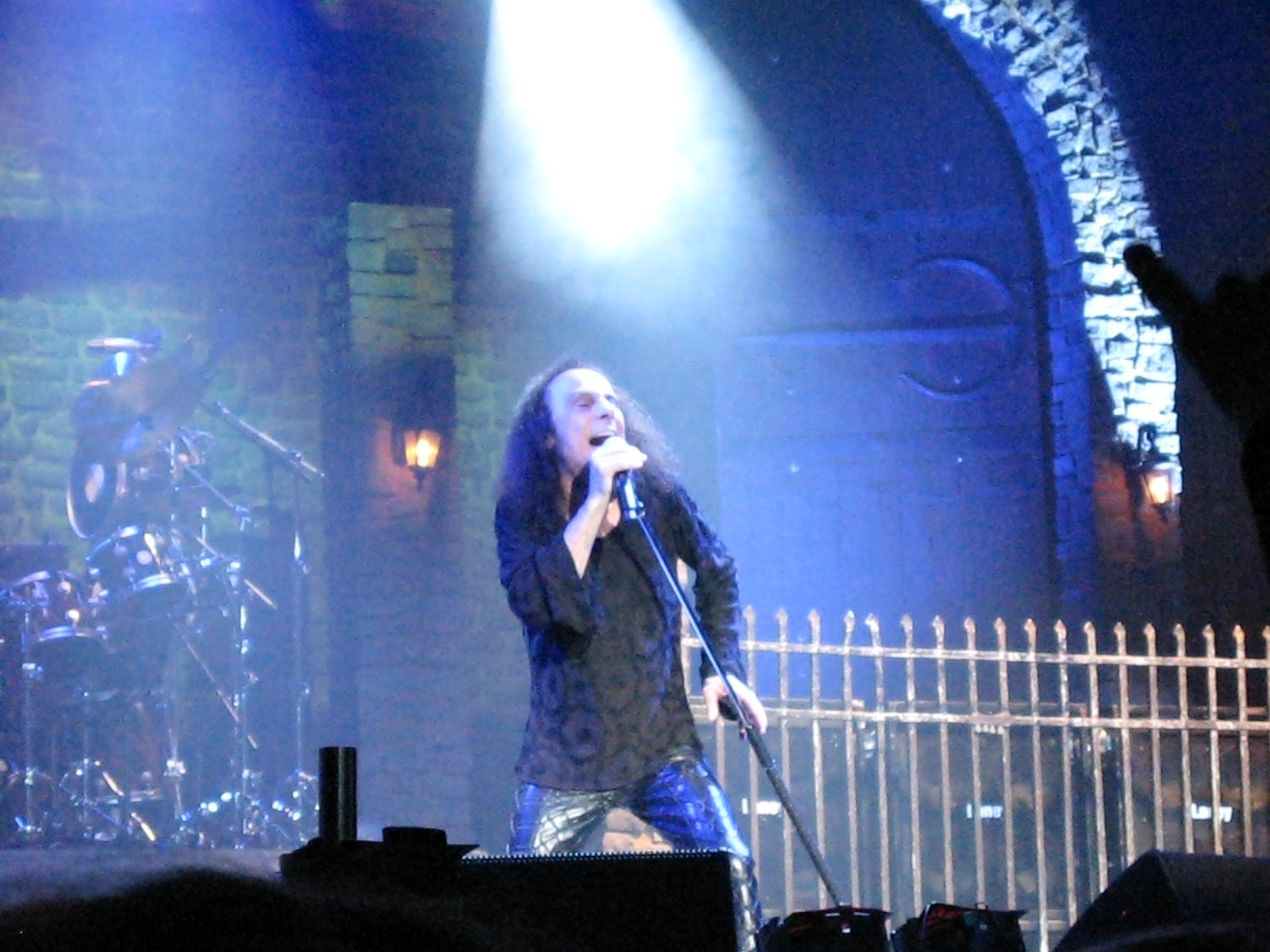
Dio a Heaven and Hell koncertjén

A Heaven and Hell története akkor kezdődött, amikor a Rhino kiadó megkérte az Appice–Butler–Dio–Iommi négyest, hogy írjanak néhány új dalt a készülő Black Sabbath: The Dio Years válogatásalbumhoz. Mivel a munka nagyon könnyen ment, a formáció együtt maradt. Dio erről így nyilatkozott: „Azok a dalok annyira könnyen jöttek, hogy úgy döntöttünk, folytatjuk. Azt, hogy hova vezet majd, ezen a ponton senki nem kérdezte.” A zenekar 2007 októberében jelentette be első turnéját. Black Sabbath helyett a Heaven and Hell nevet kezdték használni, nehogy a rajongók az Ozzy Osbourne által vezetett Sabbath-ot várják.
A turné során rögzítették a New York-i koncertet, melyet Live from Radio City Music Hall név alatt adtak ki 2007-ben (a lemez Amerikában arany minősítést szerzett). A koncertek végeztével mindnyájan egyetértettek abban, hogy jó lenne folytatni. „Meg akartuk mutatni az embereknek, hogy még mindig képesek vagyunk nekik újfajta zenét adni, amely megfelel a múltunk által támasztott elvárásoknak.” 2008 elején Iommi házában összeültek, hogy megírják a későbbi The Devil You Know dalait. A nyarat a Metal Masters Touron töltötték, ahol a Judas Priest, a Motörhead és a Testament zenekarokkal együtt léptek fel. Augusztus végéig koncerteztek, ekkor Iommi kezét meg kellett műteni.
A zenekar egyetlen nagylemeze 2009. április 1-jén jelent meg. A szövegeket, melyek „eltorzult mesék”, Dio írta, míg a dalokban „megmutatkozik dinamikus hangjának sokszínűsége”. Május 4-én törölték minden hátralévő fellépésüket, mivel még az előző év novemberében Diónál gyomorrákot diagnosztizáltak, az énekes állapota pedig rosszabbodni kezdett. Dio május 16-ai halála a zenekar végét jelentette.
A maradék három tag, Glenn Hugheszal és Jørn Landéval kiegészülve tribute koncertet adtak a High Voltage Fesztiválon 2010. július 24-én. 2010. november 16-án megjelent az együttes posztumusz koncertlemeze, a Neon Nights: 30 Years of Heaven & Hell, mely Dióra emlékező interjúkat is tartalmaz.

### Egyéb projektek
1963. december 7-én jelent meg a Bobby Comstock and the Counts kislemeze, a Run My Heart (B oldalon az I Can't Help Myself) a Lawn Records gondozásában. Dio ezen a kislemezen háttérvokálozott.
Austin Gravelding 1970-es albumára, a Self Made Manre írt egy dalt, a Hello Teddy Beart. A lemezen jómaga nem énekel.
Az Elf két tagja, Dio és Mickey Lee Soule részt vett Roger Glover szólóprojektjén. A The Butterfly Ball and the Grasshopper's Feast albumon Dio három dalt énekelt (Sitting In A Dream, Love Is All, Homeward), és két másik dalt írt Gloverrel és Soule-lal közösen (Harlequin Hare, Together Again).
Eddie Hardin albumain is énekelt egy-egy dalt:
- Circumstantial Evidence – Love is All (bónusz)
- Eddie Hardin's Wizard's Convention 3 – Seems I'm Always Gonna Love You
- Eddie Hardin & Guests: Wizard's Convention – Summer Days és Seems I'm Always Gonna Love You
- Wizard's Convention 2CD Special Edition – Seems I'm Always Gonna Love You

David Coverdale második szólólemezén, a Northwindsen Dio a feleségével, Wendyvel tűnik fel a Give Me Kindness kórusában. 1980-ban két dalt (Mask Of The Great Deceiver és To Live For The King) énekelt fel Kerry Livgren Seeds Of Change albumára. Szerepel a Heaven 1983-ban kiadott albumán, a Where Angels Fear to Treaden. A címadó dalon hallható háttérvokálként, a borító Evil Eyes néven említi.
1985-ben részt vett a KLOS rádió hétvégi jótékonysági akcióján (Rock Relief for Africa), melyre egy aranylemezt ajánlott fel. Itt figyelt fel arra, hogy a hard rock és a heavy metal műfajok mennyire alulreprezentáltak a jótékonykodás területén, így még abban az évben létrehozta a Hear ’n Aid megmozdulást. Jimmy Bainnel és Vivian Campbell-lel megírták a Stars című dalt, melyet több zenésszel május 20-án és 21-én rögzítettek. A projekt egy év alatt 1 000 000 dollárt gyűjtött össze. Dio részt vett továbbá a Rock Against Drugs mozgalomban, ahol a drogok veszélyeire hívta fel a figyelmet. 1987-től feleségével együtt tagja volt a Children of the Night szervezetnek, amely az otthonról elszökött gyermekeknek és prostituáltaknak segített visszailleszkedni a társadalomba.
Emellett több későbbi lemezen is vendégszerepelt: Dog Eat Dog: Play Games (a Games című dalban énekli az amerikai himnusz egy részét), Munetaka Higuchi: Free World (What Cost War), a Deep Purple több kiadványán, Eddie Ojeda: Axes 2 Axes (Tonight), Queensrÿche: Operation: Mindcrime II (The Chase), Ian Gillan: Gillan's Inn (Day Late and a Dollar Short), Girlschool: Legacy (I Spy) és a We Wish You a Metal Xmas and a Headbanging New Year (God Rest Ye Merry Gentlemen). Pat Boone In a Metal Mood: No More Mr. Nice Guy albumán feldolgozta a Holy Divert. A felvételen Dio is hallható.

## Magánélet
Első felesége Loretta Berardi volt, akivel egy fiút fogadtak örökbe, Dant. Dio a válás után újra megházasodott és feleségül vette Wendy Galaxiolát, akivel haláláig együtt maradt. Wendy Galaxiola egyben Dio menedzsere is volt, ő korábban a Rough Cuttot és a Helliont menedzselte. Mindketten tagjai voltak a Children of the Night mozgalomnak, mely a gyermekprostitúció ellen emel szót. Dio halálát édesapja Pat csak pár hónappal élte túl, hiszen 2010. december 28-án ő is elhunyt. Halálakor édesapján kívül adoptált fia, Dan, és az ő gyermekei Julie és Joy voltak, akik közvetlen hozzátartozóként gyászolták meg.

### Betegsége és halála

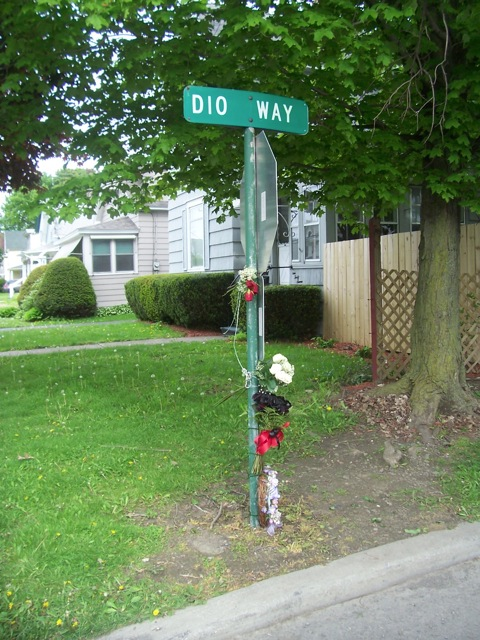
A cortlandi Dio Way az énekes halálának napján

2009 szeptemberében még a Dio zenekar európai turnéját szervezte, november elején pedig egy kutyákat segítő akción vett részt. November 18-án azonban lemondták az európai turnét, mivel Dio kórházba került: „Ronnie-t kórházba szállították, további hírekre várunk” – közölte Wendy Dio.
November 25-én a következő hír jelent meg a zenész hivatalos oldalán:
„Ronnie-t gyomorrák korai stádiumával diagnosztizálták. A kezelést azonnal elkezdjük a Mayo Clinicen. Miután végez a sárkánnyal, Ronnie visszatér a színpadra, ahová tartozik, és azt csinálja majd, amit a legjobban szeret: előad a rajongóinak.”
Az első kemoterápiás kezelésen december 9-én esett át. 2010. március 12-én a következő üzenetet olvashatták a rajongók:
„A 7. kemó után egy újabb CT-n és endoszkópián estünk át, és az eredmények kecsegtetőek – a főtumor jelentősen összezsugorodott, és a Houstonba már csak háromhetente kell járnunk a korábbi két hét helyett.”
Május 4-én a Heaven and Hell minden nyári fellépését lemondta Dio egészségi állapotára hivatkozva.
Az énekes 2010. május 16-án hunyt el gyomorrákban. Utolsó napjaiban a családja és sok-sok barát is elbúcsúzott tőle, mint ahogy arról Wendy Dio is beszámolt Dio hivatalos honlapján:
„Ma összetört a szívem. Ronnie május 16-án, 7:45-kor elhunyt. A családja és sok-sok barátja is el tudott tőle búcsúzni személyesen, mielőtt békésen eltávozott. Ronnie tudta, hogy mennyien és milyen nagyon szeretik őt. Nagyra értékeljük ezt és a rengeteg támogatást is. Most kérünk pár nap nyugalmat, hogy felfogjuk ezt a szörnyű veszteséget. Ő is szeretett mindenkit, a zenéje pedig örökké élni fog.”

### Temetése
Temetésére Los Angelesben május 30-án került sor a The Hall Of Liberty-ben. A terem megtelt 1500 emberrel, a többi rajongó kivetítőn követhette nyomon az eseményeket. Barátai, családtagjai és zenésztársai beszéddel búcsúztak tőle. Egy dokumentumfilmet is levetítettek, mely Dio zenei pályafutását mutatta be az Elftől a Heaven and Hellig. Minden jelenlévő leróhatta kegyeletét a zenész koporsójánál.
A Westboro Baptista Egyház kisebb megmozdulást tartott, melyen Diót sátánimádónak állították be. Wendy Dio arra kérte a temetés résztvevőit, hogy ignorálják a tiltakozást:
„Ronnie gyűlöli az előítéletet és az erőszakot. A másik orcánkat kell fordítanunk ezek felé az emberek felé, akik csak azt tudják, hogyan kell utálni valakit, akit nem ismernek. Mi csak azt tudjuk, hogyan kell szeretni azt, akit ismerünk!”

## Díjak, elismerések
A New York állambeli Cortland városában 2004-ben bekerült a hírességek csarnokába (Hall of Fame) és itt utcát is neveztek el róla Dio Way néven. 2006-ban elnyerte a Classic Rock Magazine Metal Guru címét. 2007. január 17-én a Guitar Center's Rock Walk of Fame sétányon kapott helyet. A kéznyomata az általa népszerűsített ördögvilla. Utolsó nyilvános szereplése során átvette Revolver Golden Gods Awards legjobb énekes kategóriájának díját (ő a legidősebben kitüntetett). A Bloodstock Open Air nagyszínpada is az ő nevét viseli. Halála után nyerte el a Hollywood F.A.M.E. Awardst, a Metal Hammer német magazin díját Legenda kategóriában (a díjat a Wacken Open Air fesztiválon adták át), valamint az első Classic Gold Music Awardson is díjat kapott. Ezeket a kitüntetéseket özvegye vette át.
A Rolling Stone a következő szavakkal dicsőítette Diót: „Nemcsak a nagyszerű hangja volt az, ami Ronnie James Dió-vá tett őt – hanem a morális buzgósága... a rajongói közt lévő elveszett rock & roll gyermekekért érzett részvét volt az, ami mindig kimagaslott. Dio sosem színlelte, hogy egyike ezeknek a gyerekeknek – úgy énekelt, mint egy felnőtt, aki meggyőz minket arról, hogy nem vagyunk egyedül a szenvedésben, és egy napon majd büszkék leszünk rá, hogy legyőztük azt.”

## Emlékezete

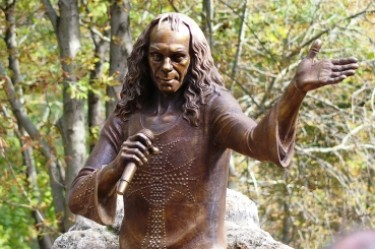
Ronnie James Dio szobra Kavarnában

Ronnie James Dio halála után a rocktársadalom megrendült. Sok zenész reagált halálára rövid nyilatkozattal, és a legnagyobb amerikai napilapok is nekrológokat közöltek az énekesről.
Több tribute album készült azokról a zenekarokról, melyekben Dio énekelt: Holy Dio: A Tribute to the Voice of Metal – Ronnie James Dio (1999), Hell Rules – A Tribute to Black Sabbath (1999), Hell Rules 2 – A Tribute to Black Sabbath (2000), Catch the Rainbow – A Tribute to Rainbow (2000), Dehumanized Witch – A (Mk 2) Black Sabbath Tribute (2000), Heaven And Hell – A Tribute to Black Sabbath (2003), Evil Lives: A True Metal Tribute to Black Sabbath (2004), Sabbath Crosses – Tributo a Black Sabbath (2004). Halála után, június 18-án jelent meg a Magic – A Tribute to Ronnie James Dio album, melyen több zenekar hallható. Jørn Lande is kiadott egy tribute-albumot Dio címmel. A lemezen feldolgozások hallhatók, valamint egy Ronnie James Dio emlékére írt dal, a Song for Ronnie James.
2010. június 26-án néhány norvég heavy metal és hard rock zenész adott Dio-emlékkoncertet Haugesundban. Július 12-én Bochumban került sor emlékkoncertre, melyen többek között Axel Rudi Pell, Doro Pesch, Doogie White és Kai Hansen lépett fel. A koncert bevételét a Wendy Dio által alapított Ronnie James Dio Stand Up And Shout Cancer Fund számára ajánlották fel. Hat nappal később, július 18-án Long Island-en volt hasonló jótékonysági rendezvény (A Long Island Farewell to Ronnie James Dio). Főleg tribute-zenekarok léptek fel, de a Queensrÿche énekese, Geoff Tate is tiszteletét tette. A Heaven and Hell maradék három tagja (Vinny Appice, Geezer Butler és Tony Iommi) a High Voltage fesztiválon (július 24.) egy Dio emlékkoncertet adott Glenn Hughes-zal és Jørn Landéval kiegészülve. A svéd heavy metal legjobbjai a Sweden Rock Cruise-on emlékeztek az énekesre egy koncerttel.
A That Metal Show hatodik évadának első részével Ronnie James Dio emléke előtt tisztelegtek. A műsorban zenésztársai (Vinny Appice, Geezer Butler, Simon Wright, Tom Morello, Rob Halford, Craig Goldy) és özvegye szerepeltek. A Lick Library kiadta a Learn To Play Dio oktató DVD-t, mely a Holy Diver, Don't Talk to Strangers, Rainbow in the Dark, The Last in Line és We Rock dalokat tartalmazza. A Best Of Ronnie James Dio, melyet a Hal Leonard Publishing Corporation jelentetett meg, Dio által énekelt Rainbow-, Black Sabbath- és Dio-dalok kottáját tartalmazza.
A bulgáriai Kavarnában avatták az első Dio-szobrot.

## Diszkográfia

### Elf
- Elf (1972)
- Carolina County Ball (1974)
- Trying to Burn the Sun (1975)

### Rainbow
- Ritchie Blackmore’s Rainbow (1975)
- Rainbow Rising (1976)
- On Stage (1977)
- Long Live Rock ’n’ Roll (1978)

### Black Sabbath
- Heaven and Hell (1980)
- Mob Rules (1981)
- Live Evil (1982)
- Dehumanizer (1992)
- Live at Hammersmith Odeon (2007)

### Dio
- Holy Diver (1983)
- The Last in Line (1984)
- Sacred Heart (1985)
- Dream Evil (1987)
- Lock Up the Wolves (1990)
- Strange Highways (1994)
- Angry Machines (1996)
- Magica (2000)
- The Very Beast of Dio (2000)
- Killing the Dragon (2002)
- Master of the Moon (2004)

### Heaven and Hell
- Live from Radio City Music Hall (2007)
- The Devil You Know (2009)
- Neon Nights: 30 Years of Heaven & Hell (2010)

## Önéletírása magyarul
- Ronnie James Dio–Mick Wall: Rainbow in the Dark. Önéletrajz; ford. Bus András; Trubadúr, Bp., 2022